# جوزيف سوليفان (موظف مدني)
جوزيف سوليفان (بالإنجليزية: Joseph Sullivan)‏ هو موظف مدني أمريكي، ولد في 17 فبراير 1917 في مونتريال في الولايات المتحدة، وتوفي في 2 أغسطس 2002 في مانهاتن في الولايات المتحدة.